# Suverénní Polsko
Suverénní Polsko (polsky Suwerenna Polska, zkráceně SP), do května 2023 známá jako Solidární Polsko (polsky Solidarna Polska), je katolicko-nacionalistická politická strana v Polsku vedená Zbigniewem Ziobrem. Vznikla v roce 2012 odtržením od strany Právo a spravedlnost, s níž později v roce 2014 vytvořila alianci Sjednocená pravice.

## Ideologie
Strana je označována za národně konzervativní, nacionalistickou a katolicko-nacionalistickou. Je také silně sociálně konzervativní. Je proti interrupci a eutanazii a podporuje prodloužení mateřské dovolené na devět měsíců. Je euroskeptická a její rozhodný odpor k stejnopohlavnímu manželství byl uváděn jako hlavní důvod, proč v roce 2012 opustila skupinu Evropští konzervativci a reformisté v Evropském parlamentu. Je také označována za pravicově populistickou, především kvůli svému odporu k imigraci. Je označována za pravicovou a krajně pravicovou.
Ve svém programu z roku 2013 vyzývala k vládním zásahům do ekonomiky, zejména do daňové politiky. Strana vyzvala k zavedení daně pro velké společnosti včetně supermarketů a podporuje vyšší daně pro ty, kteří vydělávají více než 10 000 zlotých (2 400 eur) měsíčně. Je proti výstavbě jaderné elektrárny v Polsku.
V roce 2022 vyzvala ke zpřísnění zákonů o rouhání v Polsku, například tříleté vězení za urážku církve nebo přerušení mše.

## Zástupci

### Poslanci Sejmu
- Andrzej Dera (36 – Kališ)
- Mieczysław Golba (20 – Krosno)
- Patryk Jaki (21 – Opolí)
- Beata Kempa (33 – Kielce)
- Arkadiusz Mularczyk (14 – Nowy Sącz)
- Józef Rojek (15 – Tarnów)
- Andrzej Romanek (14 – Nowy Sącz)
- Edward Siarka (14 – Nowy Sącz)
- Tadeusz Woźniak (11 – Sieradz)
- Jan Ziobro (15 – Tarnów)
- Kazimierz Ziobro (20 – Krosno)
- Jarosław Żaczek (6 – Lublin)

## Výsledky voleb

### Sejm
| Volby | Hlasy                                                                             | % hlasů | Mandátů | +/–  | Vláda   |
| ----- | --------------------------------------------------------------------------------- | ------- | ------- | ---- | ------- |
| 2015  | 5 711 687                                                                         | 37,6    | 8/460   | ▲ 8  | koalice |
| 2015  | V rámci koalice se stranou Právo a spravedlnost, která získala celkem 235 křesel. |         |         |      |         |
| 2019  | 8 051 935                                                                         | 43,6    | 18/460  | ▲ 10 | koalice |
| 2019  | V rámci koalice se stranou Právo a spravedlnost, která získala celkem 235 křesel. |         |         |      |         |

### Prezidentské
| Volby | Kandidát                | 1. kolo   | 1. kolo | 2. kolo    | 2. kolo |
| Volby | Kandidát                | Hlasy     | % hlasů | Hlasy      | % hlasů |
| ----- | ----------------------- | --------- | ------- | ---------- | ------- |
| 2015  | Podpořila Andrzeje Dudu | 5 179 092 | 34,8    | 8 719 281  | 51,5    |
| 2020  | Podpořila Andrzeje Dudu | 8 450 513 | 43,5    | 10 440 648 | 51,03   |